# オロカナ
オロカナ (英語:Orokana)はパプアニューギニア独立国南部山岳州カグア・エラヴェ県にある村である。